# 铬酸铯
铬酸铯，即铬酸的铯盐，与硅、硼或钛等还原剂作用可制得铯蒸汽，这也是制作真空管的最后步骤。铯蒸汽与剩余的气体反应，最终将管内的气体除尽。